# La seduzione del male
La seduzione del male (The Crucible) è un film del 1996 diretto da Nicholas Hytner, tratto dall'opera di Arthur Miller Il crogiuolo, di cui cura la sceneggiatura. Il film ha per protagonisti Daniel Day-Lewis, Winona Ryder e Joan Allen, candidata all'Oscar per la miglior attrice non protagonista.

## Trama
Nella Salem del 1692 alcune ragazze sotto l'influsso di Abigail Williams, nipote del pastore del villaggio Samuel Parris, partecipano ad un raduno di notte nel bosco, pronunciando incantesimi d'amore e ballando intorno al fuoco assieme alla schiava nera del Reverendo, Tituba, che innalza i suoi canti tribali delle Barbados.
Vengono, però, sorprese dal pastore, e proprio la figlia di quest'ultimo, Betty, per lo spavento sviene e rimane in uno stato di sonno apparentemente senza risveglio per molto tempo. Nel villaggio la notizia si spande in fretta, e la gente comincia a parlare di stregoneria. Per evitare la vergogna e il definitivo affossarsi di una fama già pessima, il reverendo Parris manda a chiamare uno stimato collega, il reverendo John Hale di Beverly, esperto di demonologia e stregoneria, convinto che questo giovane erudito possa affermare definitivamente che in questa faccenda il demonio non c'entra niente.
Ma così non sarà, in quanto Hale, dall'alto della sua conoscenza, "esorcizzerà" la piccola Betty, proclamando, più o meno ufficialmente, che il demonio è calato su Salem. Tutte le ragazze che parteciparono ai balli nel bosco, Abigail Williams compresa, vengono accusate di stregoneria e, istigate da Abigail, affermano di aver si avuto rapporti col Diavolo, ma che la luce di Dio le ha salvate, e in preda ad un falso furore mistico, cominciano a fingere di vedere il Demonio assieme ad altre persone del villaggio, soprattutto donne, e a denunciare quelle che in realtà hanno l'unica colpa di essere le mogli degli uomini che le ragazze desiderano.
Abigail, in particolare, che fu a servizio in casa del contadino John Proctor, e con il quale ebbe una relazione clandestina, dopo essere stata respinta da John e scacciata dalla moglie di quest'ultimo, Elizabeth cerca di far cadere le accuse anche su sua moglie, contro la quale prova un odio snaturato. Gli eventi si succedono senza tregua, e a Salem, data la magnitudine del fatto, viene convocata una Corte giudiziaria presieduta dal Vicegovernatore della provincia Thomas Danforth, e composta, fra gli altri, dal viscido giudice Hathorne di Salem, dal Reverendo Parris e dal Reverendo Hale, in qualità di esperto di demonologia.
Le ragazze del villaggio acquistano dunque un potere immenso, tanto da poter decretare la vita o la morte dei condannati: secondo una logica perversa infatti, per la Corte chi veniva accusato dalle ragazze e non confessava di aver avuto rapporti col demonio, veniva impiccato. La menzogna e l'odio si diffondono a Salem, e le ragazze vengono manovrate dai membri della comunità per dare adito a vecchie vendette e alimentare la loro avidità accaparrandosi pezzi di terreno altrui. Infine, anche Elizabeth viene arrestata, sebbene incinta.
È la goccia che fa traboccare il vaso, dopo decine di condanne per stregoneria e le prime impiccagioni, Proctor si oppone alla Corte, tentando di testimoniare, assieme a pochi altri, l'innocenza degli accusati e la follia delle ragazze. Finalmente qualcuno ha il coraggio di cercare di dire la verità e di salvare tutti quegli innocenti. Purtroppo, avere a che fare con i tribunali del tempo non era affatto semplice e la verità viene distorta mille e mille volte, finché la fautrice di tutto, Abigail, non arriva sull'orlo di essere smascherata. Ma così non sarà.
Il Reverendo Parris si rende conto di aver perso la faccia in ogni caso e alla fine tenterà, per salvare l'ultimo briciolo di autorità che gli rimane, di salvare alcuni condannati. Allo stesso modo il Reverendo Hale, resosi conto dello sfacelo che si sta compiendo, si dimette da membro della Corte e tenta in ogni modo, combattendo con la sua stessa Fede, di spingere i condannati a mentire per salvarsi. Ma a nulla varrà: l'intera comunità rimarrà sconvolta dagli eventi e Abigail, anche se riuscirà a fuggire, non potrà avere il premio che cercava, l'amore di John Proctor, il quale per non confessare un'accusa falsa, si lascerà impiccare in nome della verità e del suo buon nome, salvando Elizabeth e mettendo definitivamente fine ai processi per stregoneria.

## Accoglienza
Il film fu un insuccesso al botteghino: costato 25 milioni di dollari, ne incassò meno di un terzo (per la precisione $7.343.114). La pellicola tuttavia ricevette critiche positive, in quanto gli esperti la ritennero una ricostruzione abbastanza fedele dei processi alle streghe di Salem; Rotten Tomatoes gli assegna una valutazione del 68%.

## Riconoscimenti
- British Academy of Film and Television Arts
  - BAFTA al miglior attore non protagonista a Paul Scofield

Oltre alla candidatura per Joan Allen, il film è stato candidato all'Oscar per la migliore sceneggiatura non originale.

## Curiosità
Sul set Day-Lewis ha conosciuto la figlia di Miller, Rebecca, che è diventata sua moglie nel novembre del 1996.